# Угадаевка
Угадаевка — упразднённая деревня в Магдагачинском районе Амурской области России.

## География
Урочище находится в центральной части Амурской области, на правом берегу реки Тыгды, на расстоянии примерно 66 километров (по прямой) к юго-востоку от посёлка городского типа Магдагачи, административного центра района. Абсолютная высота — 282 метра над уровнем моря.

## История
По данным 1926 года в деревне имелось 10 хозяйств крестьянского типа и проживало 43 человека (23 мужчины и 20 женщин). В национальном составе населения преобладали белорусы. В административном отношении входила в состав Тыгдинского сельсовета Тыгдинского района Зейского округа Дальневосточного края.